# Леслі (Арканзас)
Леслі (англ. Leslie) — місто (англ. city) в США, в окрузі Серсі штату Арканзас. Населення — 375 осіб (2020).

## Географія
Леслі розташоване за координатами 35°49′46″ пн. ш. 92°33′21″ зх. д. / 35.82944° пн. ш. 92.55583° зх. д. (35.829508, -92.555961).  За даними Бюро перепису населення США в 2010 році місто мало площу 1,92 км², з яких 1,91 км² — суходіл та 0,00 км² — водойми.

## Демографія
Згідно з переписом 2010 року, у місті мешкала 441 особа в 212 домогосподарствах у складі 108 родин. Густота населення становила 230 осіб/км².  Було 260 помешкань (136/км²). 
Расовий склад населення:
| - 96,8 % — білих - 0,5 % — корінних американців - 0,2 % — вихідців з тихоокеанських островів |

До двох чи більше рас належало 2,3 %. Іспаномовні складали 2,0 % від усіх жителів.
За віковим діапазоном населення розподілялося таким чином: 24,3 % — особи молодші 18 років, 55,5 % — особи у віці 18—64 років, 20,2 % — особи у віці 65 років та старші. Медіана віку мешканця становила 43,1 року. На 100 осіб жіночої статі у місті припадало 95,1 чоловіків;  на 100 жінок у віці від 18 років та старших — 89,8 чоловіків також старших 18 років.
Середній дохід на одне домашнє господарство  становив 29 250 доларів США (медіана — 19 643), а середній дохід на одну сім'ю — 34 615 доларів (медіана — 27 083). За межею бідності перебувало 52,8 % осіб, у тому числі 74,8 % дітей у віці до 18 років та 40,9 % осіб у віці 65 років та старших.
Цивільне працевлаштоване населення становило 188 осіб. Основні галузі зайнятості: роздрібна торгівля — 23,9 %, виробництво — 22,3 %, освіта, охорона здоров'я та соціальна допомога — 17,0 %.